# Oratorio di San Francesco (Stella)
L'oratorio di San Francesco è un luogo di culto cattolico situato nella frazione di San Bernardo, nel comune di Stella, in provincia di Savona. Si trova dietro la chiesa parrocchiale di San Bernardo.

## Storia e descrizione

L'interno nel 1930 circa

L'edificio presenta navata unica con presbiterio quadrato e volta a botte a tutto sesto. Iniziata la costruzione probabilmente intorno al 1670, l'attuale aspetto è il risultato di una lieve sopraelevazione dell'aula (rispetto al presbiterio) con realizzazione della volta a botte risalente agli anni 1689-1690. La facciata è frutto di un intervento ottocentesco, ripreso nel 1934 con la sola modifica delle cromie. 
L'esistenza di una casaccia (intesa come edificio) è attestata nei documenti almeno a partire dalla prima metà del Seicento, ma non è chiaro se tale denominazione si può riferire all'edificio attuale o a uno precedente. 
L'esistenza della confraternita è invece testimoniata sin dalla seconda metà del Cinquecento. All'epoca la denominazione non era ancora quella di confraternita di San Francesco, ma di disciplinanti di San Bernardo.
Da documenti di archivio si apprende che nel 1740 fu fatto voto dalla confraternita di fare festa di precetto il giorno di san Francesco (4 ottobre). Nel 1792 la parte superiore della facciata posteriore fu rifasciata con lastre di ardesia, mentre nel 1798 vennero fatti rifare due chiodi al crocefisso, forse l'attuale crocefisso processionale detto "piccolo" o uno andato perduto. 
Nel 1814 fu comprata a Savona la statua di San Francesco dallo scultore Stefano Murialdo. 
Nel 1842 furono comprati i Canti di argento dell'attuale crocefisso conservato in chiesa dietro l'altare maggiore. Gli stessi furono arricchiti nel 1895 con fiori di argento insieme alla decorazione argentea della croce. 
Al 1854 risalgono alcuni candelieri in legno dorato, andati poi perduti.
Tra il 1847 e il 1850 furono realizzati in legno di noce lungo le pareti dell'aula, in sostituzione degli originali seicenteschi, tutti gli stalli dei confratelli, oggi perduti, dal falegname di Corona, Pongibove Antonio. Nel 1884 fu rifatta in calce la facciata e ripristinata nuovamente nel 1934. Infine nel 1908 vennero comprati i canti in legno del crocefisso processionale "piccolo" e nel 1913 fu rifatta in tegole marsigliesi la falda orientale del tetto dell'aula.
L'oratorio fu gradatamente smantellato e dismesso nel secondo dopoguerra. Gli scranni in legno andarono perduti insieme alla statua di San Francesco tra la fine degli anni Quaranta e gli anni Sessanta. L'altare fu smontato alla fine degli anni Settanta e fu rimontato nella adiacente chiesa parrocchiale come altare maggiore. L'edificio negli anni Ottanta venne in parte riordinato modificandone l'utilizzo. Fu creata una paratia divisoria mobile tra il presbiterio, usato come magazzino, e la navata, adibita ad uso ricreativo.
Delle antiche opere presenti si conservano una Croce della Passione e una colonna in marmo acquistata nel 1839 e usata come base per crocefisso. L'edificio conserva in gran parte il cornicione interno originale e il pavimento del 1838 a piastrelle ottagonali in ardesia e quadrati in marmo bianchi.
Dal 2009 si è iniziato a reintegrare l'antico patrimonio artistico andato perduto, facendo realizzare due nuovi bastoni priorali e una nuova statua raffigurante San Francesco e il Lupo di Gubbio. Tutte le opere sono state realizzate in legno scolpito dall'artista Stefano Arnodo.
Il restauro globale di tutto l'edificio è stato iniziato nel giugno 2020 e portato a termine nel successivo giugno 2021.